# فرانكي جونز
فرانكي جونز (بالإنجليزية: Francesca Jones) هي لاعبة جمباز إيقاعي بريطانية، ولدت في 9 نوفمبر 1990.

## وصلات خارجية
- فرانكي جونز على موقع الاتحاد الدولي للجمباز (biography) (الإنجليزية)
- فرانكي جونز على موقع اللجنة الأولمبية الدولية (الإنجليزية)
- فرانكي جونز على موقع أوليمبيديا (الإنجليزية)
- فرانكي جونز على موقع اللجنة الأولمبية البريطانية (الإنجليزية)
- فرانكي جونز على موقع اتحاد ألعاب الكومنولث (مؤرشف) (الإنجليزية)
- فرانكي جونز على موقع دورة ألعاب الكومنولث 2006 (مؤرشف) (الإنجليزية)